# Alexandrite
L’alexandrite est une variété de chrysobéryl qui a la particularité de changer de couleur avec l'éclairage. L'alexandrite a pour formule Be(AlO2)2 et peut contenir des traces de chrome et de fer.

## Historique de la description et appellations

### Inventeur et étymologie
L'alexandrite fut décrite par le minéralogiste finlandais Nils Gustaf Nordenskiöld en 1842.
Le nom de l'alexandrite vient de celui du tsar Alexandre II, à qui Nordenskiöld l'a dédiée le 17 avril 1834; cependant ce n'est qu'en 1842 qu'apparut le nom d'alexandrite.

## Caractéristiques physico-chimiques

### Critères de détermination
L'alexandrite est d'éclat vitreux. Sa couleur change avec l'éclairage : bleu-vert à la lumière du jour, rose-rouge sous une lampe à incandescence ou au feu de bois, gris incolore sous un néon. Elle présente un fort pléochroïsme, qui la fait passer du rouge magenta au vert-bleu clair, en passant par le jaune-orange, en fonction de la direction d'observation. Son trait est blanc.

### Cristallographie

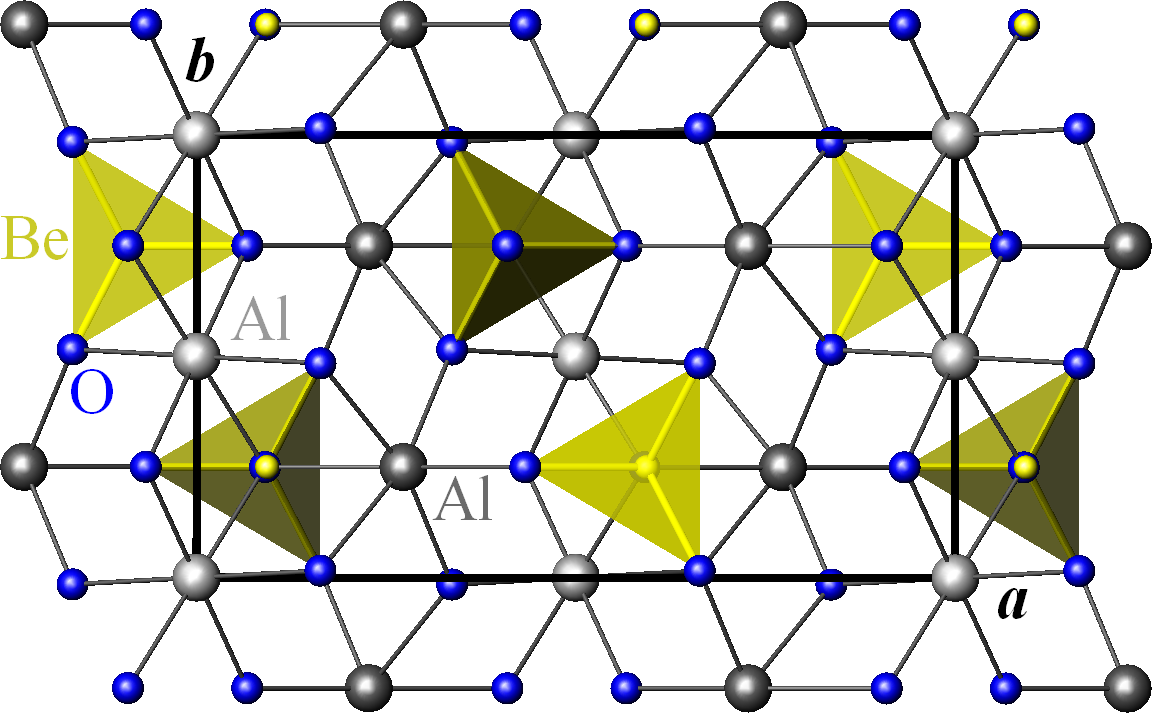
Structure de l'alexandrite, projetée dans le plan (a, b). Gris : Al, jaune : Be, bleu : O. Le parallélépipède noir représente la maille conventionnelle.

L'alexandrite cristallise dans le système cristallin orthorhombique avec le groupe d'espace Pnma (Z = 4 unités formulaires par maille). Les paramètres de sa maille conventionnelle sont {\displaystyle a} = 9,408 Å, {\displaystyle b} = 5,479 Å et {\displaystyle c} = 4,429 Å (volume de la maille V = 228,29 Å3), sa masse volumique calculée est 3,7 g·cm-3.
L'alexandrite possède, comme le chrysobéryl, une structure cristalline de type olivine : les cations Be2+ occupent les sites tétraédriques et les cations Al3+ les sites octaédriques. L'oxygène forme un empilement hexagonal compact. Les longueurs de liaison moyennes sont Be-O = 1,638 Å et Al-O = 1,914 Å.

## Gisements producteurs de spécimens remarquables
La mine la plus importante se trouvait en Russie (aujourd'hui épuisée) où les plus belles pierres variaient du vert au rouge qui sont les couleurs du tsar.
L'alexandrite peut également se trouver au Brésil, mais les cristaux sont de nettement moins bonne qualité que ceux des gisements russes et n'ont pas toujours la particularité de changer de couleur.
Le prix de l'alexandrite dépasse souvent celui du diamant pour de beaux spécimens.
Ce joyau est issu de la famille des chrysobéryls et possède une dureté de 8,5 sur l'échelle de Mohs, soit juste en dessous du corindon (rubis, saphir).